# Miroslav Brož
Miroslav Brož (26. března 1928 Železný Brod – 10. srpna 2012 Chrudim) byl český evangelický farář a senior Královéhradeckého seniorátu.

## Životopis
Od 1. prosince 1951 působil jako výpomocný kazatel a od 7. března 1952 do 30. listopadu 1952 coby vikář v Pardubicích. Během té doby byl 9. března 1952 ordinován na duchovní službu. Počínaje 1. prosincem 1952 sloužil až do 31. srpna 1954 jako seniorátní vikář v Ústeckém seniorátě se sídlem ve sboru v Teplicích. Následující den (1. září 1954) se stal farářem ve sboru v Holicích v Čechách. Působil zde až do konce září 1958, kdy (1. října) nastoupil do sboru v Třebechovicích pod Orebem, kde zůstal až do 30. listopadu 1983. Během zdejšího působení byl navíc od 1. prosince 1969 do 30. listopadu 1983 seniorem Královéhradeckého seniorátu.
Následně se od 1. prosince 1983 stal tajemníkem Synodní rady a mezi 1. březnem 1984 a 31. prosince 1995 zastával funkci vedoucího tajemníka tohoto vedení své církve. Od 1. ledna 1996 působil coby mluvčí Synodní rady.
Je otcem dvou dcer, a sice Rut Budínové a Evy Skálové.

## Dílo
- BROŽ, Miroslav. Církev v proměnách času: 1969–1999. Praha: Kalich, 2002. 413 s. ISBN 80-7017-697-0.